# Camellia longipedicellata
Camellia longipedicellata är en tvåhjärtbladig växtart som först beskrevs av Hu Hsien-Hsu, och fick sitt nu gällande namn av Ho Tseng Chang och D. Fang. Camellia longipedicellata ingår i släktet Camellia och familjen Theaceae. Inga underarter finns listade i Catalogue of Life.